# Henri Emmery
Pour les articles homonymes, voir Emmery.
Henri Charles Léopold Emmery, dit Emmery de Septfontaines, né le 2 décembre 1815 à Saint-Maur-des-Fossés (Val-de-Marne) et mort le 23 juin 1879, est un ingénieur et homme politique français.

## Biographie
Admis à l'École polytechnique en 1834, il intègre le corps des Ponts et Chaussées en 1836. À sa sortie de l'École d'application, il est affecté au Service de la Seine, de 1839 à 1864 comme ingénieur, puis ingénieur en chef, et participe dans le cadre de ses fonctions à l'endiguement du fleuve et à l'aménagement du port de Rouen. 
Élu député du Pas-de-Calais à l'Assemblée constituante de 1848, Emmery siège au centre gauche avec les partisans du général Cavaignac.
Il reprend sa carrière d'ingénieur en 1849 (étant notamment directeur du chantier de construction de l'écluse Notre-Dame-de-la-Garenne) et est l'auteur d'un Manuel de la navigation de la Seine (1857). Il est promu inspecteur de l'École des ponts et chaussées le 21 juillet 1864, avec rang d'inspecteur général, et part en retraite en 1878.
Décoré de la Légion d'honneur en 1854, l'ingénieur Emmery de Septfontaines est promu officier du même ordre en 1861.
Ses restes sont inhumés au cimetière du Père-Lachaise (22e division).

## Sources
- « Henri Emmery », dans Adolphe Robert et Gaston Cougny, Dictionnaire des parlementaires français, Edgar Bourloton, 1889-1891 [détail de l’édition]
- Dossier de Légion d'honneur de Henri Charles Léopold Emmery de Septfontaines.
- Nécrologie de l'ingénieur général Emmery de Septfontaines, Annales des ponts et chaussées, 1879-2[Quoi ?], tome XVIII, p. 101-105.